# NGC 5371

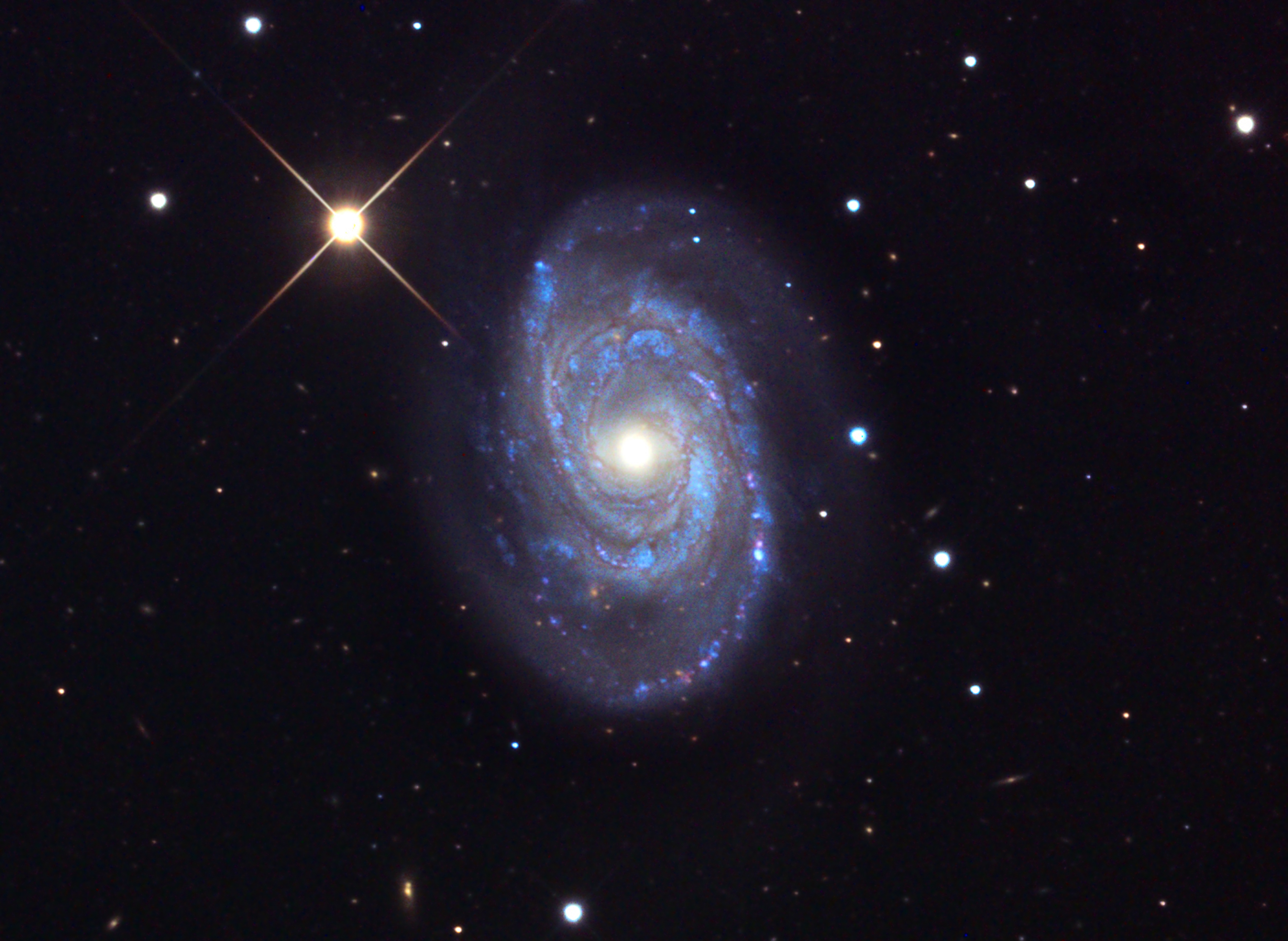
NGC 5371, kính viễn vọng 24 inch tại Đài thiên văn Núi Lemmon, AZ

NGC 5371 là một thiên hà xoắn ốc trực diện trong chòm sao Lạp Khuyển. NGC 5371 (dường như còn được gọi là NGC 5390) là một thiên hà xoắn ốc dạng thanh mặt đối xứng Sbc đối diện ở khoảng cách 100 triệu năm ánh sáng. Thiên hà này với Hickson Galaxy Group 68 tạo nên Nhóm Big Lick Galaxy. 